# 롤라 블랑
롤라 블랑(Lola Blanc, 1987년 12월 20일 ~ )은 미국의 싱어송라이터, 감독, 작가, 배우이다.